# Telmatherinidae
Telmatherinidae – rodzina słodkowodnych ryb aterynokształtnych (Atheriniformes).

## Taksonomia
Wcześniej rodzina Telmatherinidae klasyfikowana była w randze podrodziny Telmatherininae w obrębie tęczankowatych (Melanotaeniidae).

## Klasyfikacja
Rodzaje zaliczane do tej rodziny:
Kalyptatherina — Marosatherina — Paratherina — Telmatherina — Tominanga